# Fortuna Sittard
Fortuna Sittard, bildad 1 juli 1968, är en nederländsk fotbollsklubb från Sittard. Hemmamatcherna spelas på Fortuna Sittard Stadion. 
Fortuna Sittard spelar i nederländska Eredivisie.

## Placering senaste säsonger
| Säsong  | Nivå | Liga           | Placering | Referens | Kommentar                  |
| ------- | ---- | -------------- | --------- | -------- | -------------------------- |
| 2009/10 | 2    | Eerste Divisie | 17        | [ 1 ]    |                            |
| 2010/11 | 2    | Eerste Divisie | 16        | [ 2 ]    |                            |
| 2011/12 | 2    | Eerste Divisie | 11        | [ 3 ]    |                            |
| 2012/13 | 2    | Eerste Divisie | 7         | [ 4 ]    |                            |
| 2013/14 | 2    | Eerste Divisie | 8         | [ 5 ]    |                            |
| 2014/15 | 2    | Eerste Divisie | 19        | [ 6 ]    |                            |
| 2015/16 | 2    | Eerste Divisie | 16        | [ 7 ]    |                            |
| 2016/17 | 2    | Eerste Divisie | 17        | [ 8 ]    |                            |
| 2017/18 | 2    | Eerste Divisie | 2         | [ 9 ]    | Uppflyttad till Eredivisie |
| 2018/19 | 1    | Eredivisie     | 15        | [ 10 ]   |                            |
| 2019/20 | 1    | Eredivisie     | x         | [ 11 ]   | (Coronaviruspandemin)      |
| 2020/21 | 1    | Eredivisie     | 11        | [ 12 ]   |                            |
| 2021/22 | 1    | Eredivisie     | 15        | [ 13 ]   |                            |

## Spelartrupp
| Nr | Land          | Pos | Namn                     |
| -- | ------------- | --- | ------------------------ |
| 1  | Nederländerna | MV  | Yanick van Osch          |
| 2  | Schweiz       | F   | Martin Angha             |
| 4  | Nederländerna | F   | Roel Janssen             |
| 6  | Nederländerna | MF  | Deroy Duarte             |
| 7  | Kap Verde     | A   | Lisandro Semedo          |
| 8  | Nederländerna | MF  | Zian Flemming            |
| 10 | Nederländerna | MF  | Mats Seuntjens           |
| 11 | Sverige       | A   | Emil Hansson             |
| 14 | Sverige       | MF  | Tesfaldet Tekie          |
| 19 | Tyskland      | MF  | Arianit Ferati           |
| 21 | Turkiet       | MF  | Yigit Emre Celtik        |
| 23 | Nederländerna | MF  | Ben Rienstra (lagkapten) |
| 24 | Frankrike     | A   | Samy Baghdadi            |
| 25 | Belgien       | MF  | Mickaël Tirpan           |

| Nr | Land          | Pos | Namn                                             |
| -- | ------------- | --- | ------------------------------------------------ |
| 27 | Nederländerna | F   | Ronan Pluijmen                                   |
| 28 | Irland        | MF  | Ryan Johansson (lån från Sevilla)                |
| 29 | Nederländerna | MF  | Richie Musaba                                    |
| 32 | Tyskland      | MV  | Felix Dornebusch                                 |
| 35 | England       | F   | George Cox                                       |
| 39 | Nederländerna | A   | Toshio Lake                                      |
| 41 | Nederländerna | MV  | Tom Hendriks                                     |
| 45 | Tyskland      | A   | Bassala Sambou                                   |
| 77 | Nederländerna | A   | Tijjani Noslin                                   |
| -  | Portugal      | F   | Ivo Pinto (lån från Dinamo Zagreb)               |
| -  | Nederländerna | F   | Nigel Lonwijk (lån från Wolverhampton Wanderers) |
| -  | Nederländerna | MV  | Ruben van Kouwen                                 |
| -  | England       | A   | Veron Parkes                                     |